# کروکلی
کروکلی (به ایتالیایی: Crucoli) یک کومونه در ایتالیا است که در استان کروتون واقع شده‌است. کروکلی ۷۸ کیلومتر مربع مساحت و ۳٫۲۱۶ نفر جمعیت دارد و ۱ متر بالاتر از سطح دریا واقع شده‌است.

## خواهرخوانده
شهر Shabla Municipality خواهرخواندهٔ کروکلی هست.